# Смолл, Шэрон
Шэ́рон Смолл (англ. Sharon Small; 1 января 1967, Драмчапел, Глазго, Шотландия, Великобритания) — шотландская актриса.

## Биография
Шэрон Смолл родилась 1 января 1967 года в Драмчапеле (Глазго, Шотландия, Великобритания), став старшим из пяти детей в семье своих родителей.
Шэрон дебютировала в кино в 1994 году, сыграв роль Мишель Гибсон в эпизоде «Запретный плод» телесериала «Таггерт». В 2001—2007 годах Смолл играла роль детектива-сержанта Барбары Хейверс в телесериале «Инспектор тайн Линли», за которую в 2007 году она получила номинацию «Лучшая актриса второго плана в мини-сериале или кинофильме, сделанном для телевидения» премии «Спутник». Всего она сыграла в 31-м фильме и телесериале.
Шэрон состоит в фактическом браке с актёром и каскадёром Дэниелом Бриджесом. У пары есть два сына — Лео Бриджес (род.2006) и Зак Бриджес (род.2008).